# 사우스레이클랜드

사우스레이클랜드의 위치

사우스레이클랜드(영어: South Lakeland District)는 잉글랜드 컴브리아주에 위치한 비도시 자치구로 중심 도시는 켄들이며 인구는 103,658명(2014년 기준), 면적은 1,534km2이다.